# Rhynchozoon bifurcum
Rhynchozoon bifurcum är en mossdjursart som beskrevs av Harmer 1957. Rhynchozoon bifurcum ingår i släktet Rhynchozoon och familjen Phidoloporidae. Inga underarter finns listade i Catalogue of Life.